# Enhanced Messaging Service
EMS (англ. Enhanced Messaging Service) — служба повідомлень для мобільних телефонів в мережах GSM, TDMA та CDMA за допомогою якої можна було передавати довші тексти, прості зображення, анімацію, мелодії та інше. Станом на 2009 рік цей засіб вважається застарілим та не використовується.